# Luis Romero Durán
Luis Enrique Romero Durán (Turén, Portuguesa, Venezuela; 16 de noviembre de 1990) es un futbolista venezolano que juega como portero en la Academia Puerto Cabello de la Primera División de Venezuela.

## Selección nacional
Convocado habitual a la Venezuela, formó parte del combinado llanero en las Eliminatorias Sudamericanas 2022, como también en la Copa América 2021, sin haber debutado.

#### Participación en Copas América
| Competición       | Sede   | Resultado      | Partidos | Goles recibidos |
| ----------------- | ------ | -------------- | -------- | --------------- |
| Copa América 2021 | Brasil | Fase de grupos | 0        | 0               |

#### Participación en Eliminatorias
| Competición                      | Sede            | Resultado | Partidos | Goles recibidos |
| -------------------------------- | --------------- | --------- | -------- | --------------- |
| Eliminatorias Sudamericanas 2022 | América del Sur | 10°       | 0        | 0               |

## Clubes
| Club                                   | País      | Año       |
| -------------------------------------- | --------- | --------- |
| Zulia Fútbol Club                      | Venezuela | 2011-2014 |
| Mineros de Guayana                     | Venezuela | 2014-2016 |
| Deportivo La Guaira                    | Venezuela | 2016      |
| Mineros de Guayana                     | Venezuela | 2017-2018 |
| Monagas Sport Club                     | Venezuela | 2018      |
| Mineros de Guayana                     | Venezuela | 2019      |
| Zamora Fútbol Club                     | Venezuela | 2020      |
| Portuguesa FC                          | Venezuela | 2021      |
| Deportes Recoleta                      | Chile     | 2022      |
| Academia Puerto Cabello Club de Fútbol | Venezuela | 2023-Act. |

## Palmarés

### Títulos nacionales
| Título         | Club               | País      | Año  |
| -------------- | ------------------ | --------- | ---- |
| Copa Venezuela | Mineros de Guayana | Venezuela | 2017 |